# Ferdinand Maurer
Ferdinand Maurer (5. března 1866 Malšín – 8. října 1927 Vídeň), byl rakousko-uherský státní úředník a spisovatel

## Život
Ferdinand Maurer se narodil v obci Malšín 5. března 1866 chalupníku Thomasi Maurerovi a jeho manželce Johanně rozené Thürové ze Slavkova (německy Lagau). Po maturitě na gymnáziu v Českém Krumlově narukoval Ferdinand v roce 1883 na pěchotní kadetní školu do haličského Lobzova. Roku 1887 už jako vyřazený kadet přišel do Vídně. Později se vrátil do Haliče už jako poručík. V roce 1902 vyměnil uniformu a stává se civilním státním úředníkem. Působil na c.k. ministerstvu vnitra ve Vídni. Po vypuknutí první světlové války se Maurer stal tajemníkem informační kanceláře Červeného kříže pro válečné zajatce. Od roku 1916 se stal rovněž i správcem a jednatelem Válečného slepeckého fondu. V roce 1923 odešel jako vrchní účetní rada na penzi. Jeho první literární činnost se váže k pobytu na Haliči.Většinou jde o příspěvky s vojenskými náměty. V časopisech publikoval i krátké povídky. Překládal z polštiny divadelní hry a sám také napsal veselohru „Sein Geheimmittel“ , která se v roce 1888 setkala při uvedení v českokrumlovském městském divadle s příznivým ohlasem. Po první válce Maurer často navštěvoval svůj šumavský domov. Ferdinand Maurer zemřel ve Vídni 8. října 1927.